# Премия Муз-ТВ 2017
15-я юбилейная национальная премия в области популярной музыки Муз-ТВ 2017 была проведена 9 июня 2017 года в Москве в спортивном комплексе «Олимпийский». В качестве режиссёра-постановщика выступил Василий Бархатов.
Уже пятнадцать лет «Премия Муз-ТВ» — самое зрелищное, масштабное и грандиозное шоу мирового уровня, которого ждут не только звезды, коллеги, но и зрители во всем мире. 9 июня впервые в «Олимпийском» и на юбилейной «Премии Муз-ТВ» вы увидите сцену 360 градусов!Арман Давлетяров
В качестве гостей церемонии на премии присутствовали Кристиан Костов, представитель Болгарии на Евровидении 2017, занявший второе место, Андреа Бочелли, который исполнил песню «Time to say goodbay» совместно с Зарой, в качестве вручантов премию посетили актриса Келли Ху и Мисс Россия 2017 Полина Попова. Также на премии состоялась премьера совместной песни Сергея Лазарева и Димы Билана «Прости меня».

## Ведущие шоу
20 февраля 2017 года состоялся пресс-завтрак, на котором были объявлены имена двух ведущих Максим Галкин и Ксения Собчак. Остальные ведущие, как и номинанты премии, были объявлены в прямом эфире на гала-ужине 12 апреля, ими стали Дмитрий Нагиев и Лера Кудрявцева. Состав ведущих остаётся неизменным второй год. Для Леры Кудрявцевой эта премия станет десятой по счёту. 16 мая 2017 года состоялось pre-party Премии.

## Голосование
Система голосования за номинантов «Премии Муз-ТВ 2017» прошла в два этапа. На первом этапе путём экспертного голосования были определены номинанты в 14 категориях, впервые в одну номинацию попали не пять исполнителей, а шесть и более, также появилась 15-я категория «Лучшая песня пятнадцатилетия». На втором этапе, который стартовал 13 апреля, в голосовании за победителей по каждой номинации принимали участие академики премии параллельно со зрителями канала «МУЗ-ТВ». Результаты голосования были объявлены 9 июня 2017 года в СК «Олимпийский».

## Выступления
| Исполнитель                                                                                    | Песня                             |
| ---------------------------------------------------------------------------------------------- | --------------------------------- |
| «Фрукты» и балет «Тодес»                                                                       | Попурри песен-хитов прошлых лет   |
| Ани Лорак feat. Мот                                                                            | «Сопрано»                         |
| Ёлка feat. Виталий Толочкин                                                                    | «Грею счастье»                    |
| Григорий Лепс feat. Александр Панайотов                                                        | «Я поднимаю руки»                 |
| А’Студио feat. Emin                                                                            | «Если ты рядом»                   |
| LOBODA feat. Макс Барских                                                                      | «Твои глаза/Туманы»               |
| Егор Крид feat. Molly                                                                          | «Если ты меня не любишь»          |
| Филипп Киркоров feat. Тимати                                                                   | «Последняя весна»                 |
| Полина Гагарина feat. «Градусы»                                                                | «Драмы больше нет/Хочется»        |
| Максим Фадеев feat. Наргиз                                                                     | «Вдвоём»                          |
| «ВИА Гра», Валерий Меладзе, Нюша, Вера Брежнева, LOBODA, MBAND, Полина Гагарина, Григорий Лепс | Попурри песен Константина Меладзе |
| «Время и Стекло»                                                                               | «Навернопотомучто»                |
| Дима Билан feat. Сергей Лазарев                                                                | «Прости меня»                     |
| Зара feat. Андреа Бочелли                                                                      | «Time to Say Goodbye»             |
| Зара feat. Андреа Бочелли                                                                      | «La grande storia»                |

## Победители и номинанты[19]
Победители отмечены галочкой.
| Лучший хип-хоп проект | Лучший дуэт |
| --- | --- |
| - Мот - Natan - Бьянка - Тимати - Баста - Джиган | - Centr и «А’Студио» — «Далеко» - DJ Smash и Моя Мишель — «Тёмные аллеи» - Ани Лорак и Emin — «Я не могу сказать» - Тимати и Григорий Лепс — «Дай мне уйти» - Баста и Полина Гагарина — «Голос» - Максим Фадеев и Наргиз — «Вдвоём» |
| Лучшее концертное шоу | Лучшее видео |
| - Тимати — «Олимп» (СК «Олимпийский») - Кристина Орбакайте — «Бессонница» («ГКД») - Дима Билан — «35. Неделимые» (Crocus City Hall) - Филипп Киркоров — «Я» («ГКД») - Зара («ГКД») - Сергей Лазарев — «THE BEST» (Crocus City Hall) - Николай Басков — «Игра» («ГКД») - Анита Цой — «10\|20» (Crocus City Hall) | - Тимати и Егор Крид — «Где ты, где я» - Баста — «Выпускной» - «Время и Стекло» — «Навернопотомучто» - Сергей Лазарев — «You Are the Only One» - Мот — «Капкан» - Дима Билан — «В твоей голове»                                     |
| Лучшее мужское видео | Лучшее женское видео |
| - Алексей Воробьёв — «Самая красивая» - Егор Крид — «Мне нравится» - Alekseev — «Океанами стали» - «Пицца» — «Романс» - Артур Пирожков — «#КакЧелентано» - Николай Басков — «Я подарю тебе любовь» | - «ВИА Гра» — «Кто ты мне?» - Анита Цой — «Целься в сердце» - Нюша — «Целуй» - Ханна — «Без тебя я не могу» - Loboda — «К чёрту любовь» - Ирина Дубцова — «Бойфренд» - Ани Лорак — «Разве ты любил?»                                |
| Лучшая исполнительница | Лучший исполнитель |
| - Полина Гагарина - Loboda - Валерия - Зара - Ёлка - Нюша - Ани Лорак | - Сергей Лазарев - Григорий Лепс - Дима Билан - Филипп Киркоров - Тимати - Валерий Меладзе - Николай Басков |
| Лучшая песня | Лучшая поп-группа |
| - «Ленинград» — «Экспонат» - Филипп Киркоров — «О любви» - Макс Барских — «Туманы» - Loboda — «Твои глаза» - Дима Билан — «В твоей голове» - Сергей Лазарев — «You Are the Only One» | - MBAND - IOWA - Serebro - «Время и Стекло» - «Градусы» - «А’Студио» |
| Лучший альбом | Лучшая песня на иностранном языке |
| - Кристина Орбакайте — «Бессоница» - Макс Барских — «Туманы» - Валерия — «Океаны» - Ани Лорак — «Разве ты любил?» - «Градусы» — «Градус 100» - Тимати — «Олимп» | - Serebro — «Chocolate» - Molly — «Style» - Сергей Лазарев — «You Are the Only One» - Swanky Tunes и Far East Movement — «Entertain Us» - Леонид Руденко и VAD — «Oh Oh» - Guru Groove Foundation — «Over You»                      |
| Прорыв года | Лучший рок-исполнитель |
| - Грибы - Estradarada - Burito - Александр Панайотов - Ольга Бузова - Jah Khalib | - «Ленинград» - «Мумий Тролль» - Диана Арбенина - Наргиз - Земфира - «Би-2» |
| Лучшая песня пятнадцатилетия | |
| - «Руки Вверх!» — «Крошка моя!» - Полина Гагарина — «Спектакль окончен» - Земфира — «Жить в твоей голове» - Алла Пугачёва и Кристина Орбакайте — «Опять метель» - Дима Билан — «Невозможное возможно» - Валерия — «Часики»                                                                                      | |

## Специальные номинации
- За вклад в развитие музыкальной индустрии: Леонид Агутин
- За вклад в жизнь: Светлана Немоляева
- Специальная награда: Филипп Киркоров
- Композитор десятилетия: Константин Меладзе
- Лучшая концертная площадка: СК «Олимпийский»
- Лучший шоу-балет: балет Аллы Духовой «Тодес»
- Лучший международный дуэт: Зара и Андреа Бочелли

Специальная награда от МегаФон — Лучший поющий блогер: Милена и Наташа Трейя с клипом «М — это Милена».